# شواجان بيشكين
شواجان بيشكين (بالتركية: Şuacan Pişkin)‏ مواليد 4 أغسطس 1990 في إسطنبول، تركيا، هو لاعب كرة سلة تركي. بدأ مسيرته الاحترافية في سنة 2009. يلعب مع غلطة سراي لكرة السلة كلاعب هجوم خلفي. يبلغ طوله 6 قدم 2 بوصة (1.9 م).

## المسيرة الاحترافية
لعب مع نادي جامعة إسطنبول التقنية لكرة السلة من سنة 2003 إلى 2011، ثم لعب مع إسطنبول سبور في موسم 2012–2013، ثم لعب مع غلطة سراي لكرة السلة في الدوري التركي في موسم 2013–2014، ثم لعب مع أضنة سبور في موسم 2014–2015، ثم لعب مع غلطة سراي لكرة السلة في الدوري التركي في سنة 2015.

## روابط خارجية
- شواجان بيشكين على موقع كرة السلة الأوروبية.كوم (الإنجليزية)
- شواجان بيشكين على موقع ريلجم (الإنجليزية)
- شواجان بيشكين على موقع بروبوليرز (الإنجليزية)